# اردک سرحنایی

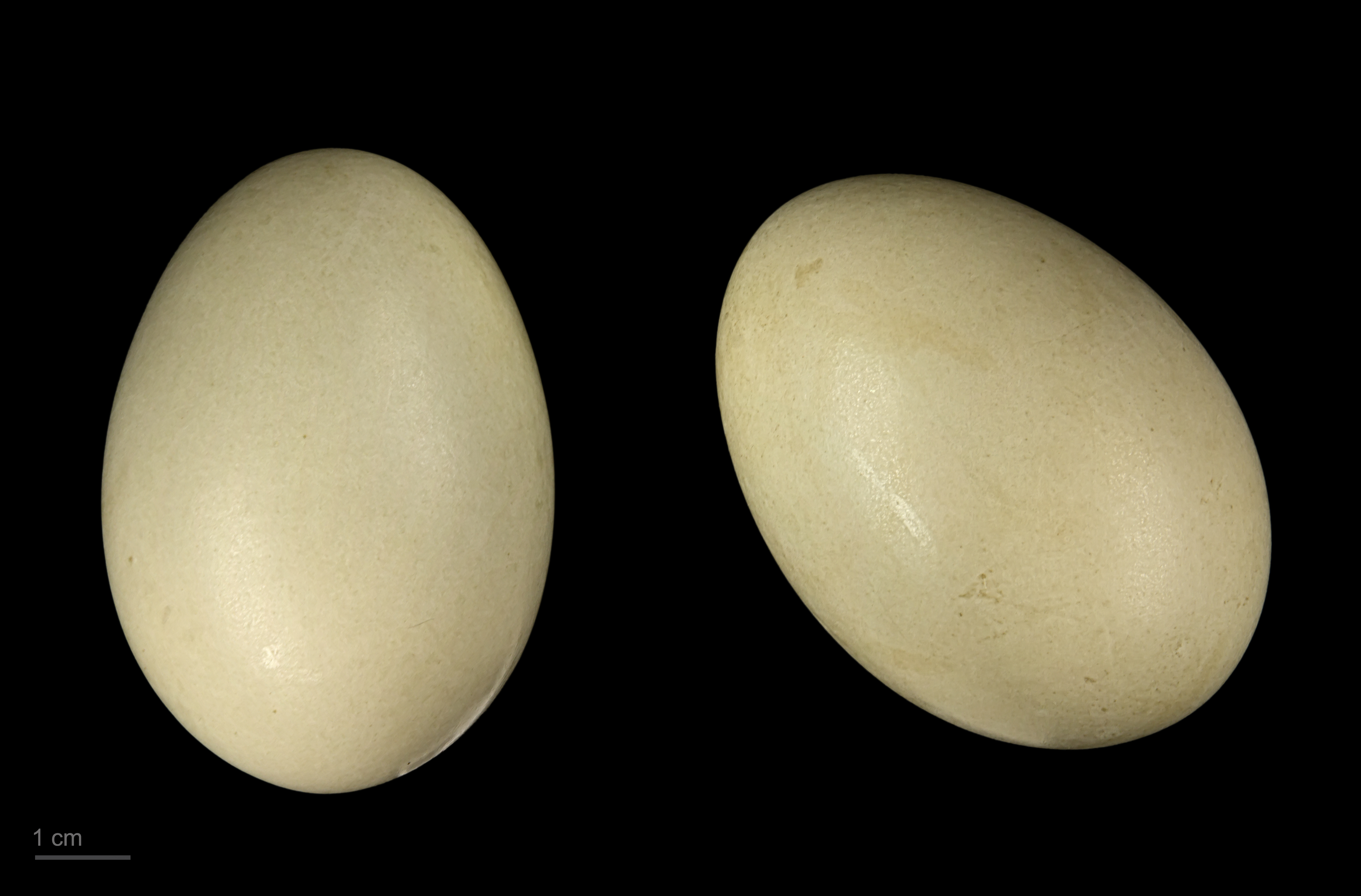
Aythya ferina

اردک سرحنایی یا گیلار قهوه‌ای (نام علمی: Aythya ferina) پرندهای از تیرهٔ مرغابیان و اردک‌های شیرجه‌زن با اندازهٔ متوسط است. زیستگاه پروش و زادآوری آن در مانداب‌ها و دریاچه‌های با یک متر ژرفا یا بیشتر است.
پرهای بدن این پرنده به رنگ قهوه‌ای متمایل به سرخ است. تنها پرهای سینه و قسمتی از پشت سیاه رنگ است. نوک آن‌ها سیاه می‌باشد. مقدار تخم آن‌ها ۱۶ عدد و به رنگ سبز زیتونی می‌باشد. این اردک به سختی راه می‌رود. بیشتر اوقات در آب به سر می‌برد و زادبوم آن‌ها شمال اروپاست.

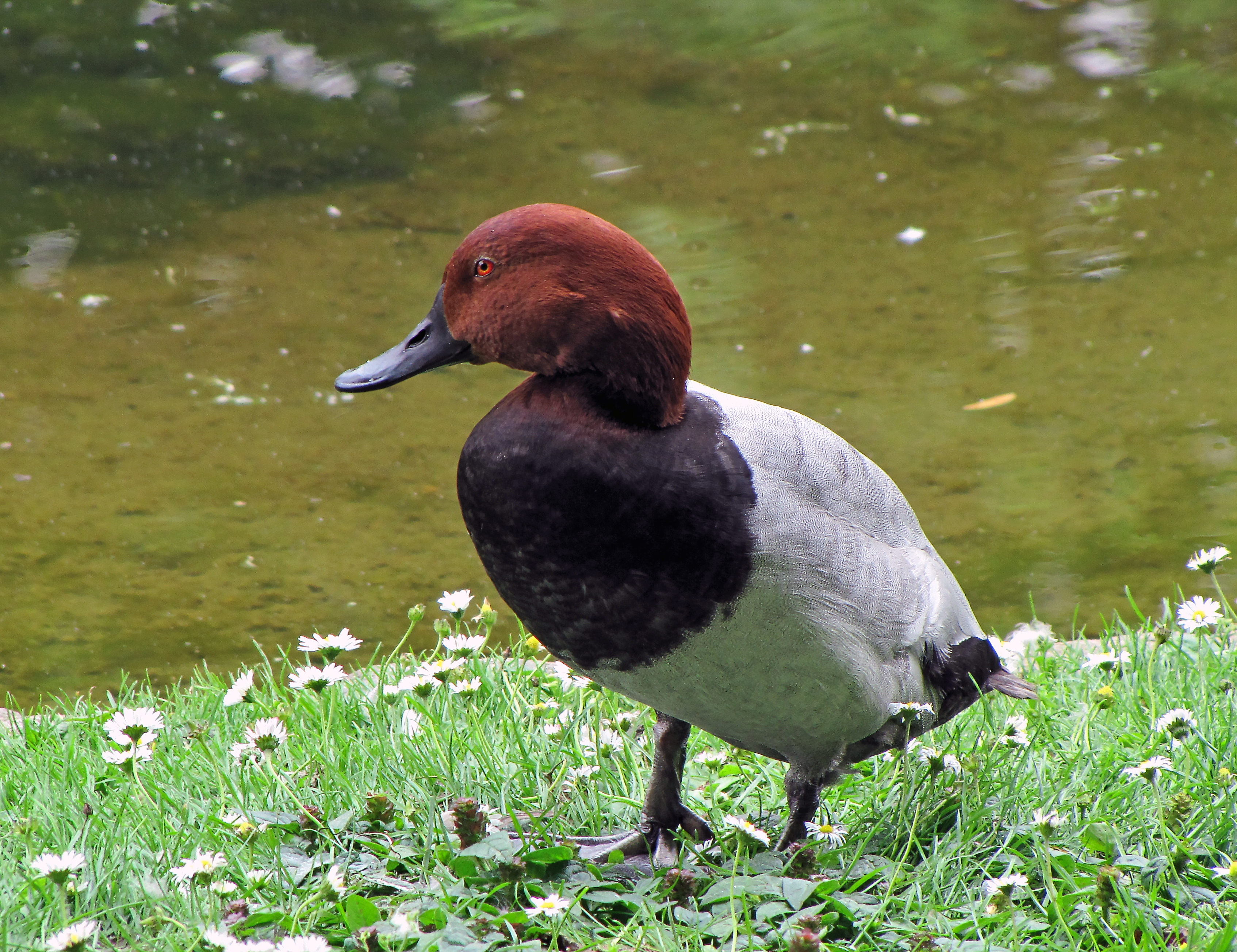
پرنده نر، لندن، انگلستان